# Доте, Эли
Эли Доте (фр. Élie Doté; род. 1948, Банги) — премьер-министр Центральноафриканской Республики с 13 июня 2005 до 22 января 2008 года.

## Биография
Назначен на пост премьер-министра президентом ЦАР Франсуа Бозизе после его победы на президентских выборах 2005 года. Сменил на посту премьера Селестена Гаомбале. Долгое время работал за пределами страны, потому в момент назначения был практически неизвестен ни широким массам населения, ни политической элите Центральноафриканской Республики.
Имеет степень доктора наук в области сельской экономики. В 1974—1980 годах работал в Министерстве сельского хозяйства ЦАР-ЦАИ, после чего стал экспертом в Африканском банке развития (АБР).
Во время работы в АБР занимал различные посты в области агроэкономики. С 1 августа 2001 года — глава Департамента сельского хозяйства и развития АБР.
Женат, шестеро детей.
В январе 2008 года его преемником на посту премьер-министра стал Фостен-Арканж Туадера.